# Бутенко Костянтин Іванович
Костянтин Іванович Бутенко (1901, село Мале Куракіно Таганрозької округи Області війська Донського, тепер село Політотдєльське Матвієво-Курганського району Ростовської області, Російська Федерація — розстріляний 28 липня 1938, розстрільний полігон «Комунарка» біля  міста Москви, Російська Федерація) — радянський діяч, інженер, технічний директор Єнакіївського металургійного заводу Донецької області, директор Кузнецького металургійного комбінату імені Сталіна Новосибірської області. Депутат Верховної ради СРСР 1-го скликання (в 1937—1938 роках).

## Біографія
Народився в селянській родині. У шестирічному віці втратив батька, мати працювала двірником у поміщика.
У 1916 році закінчив Таганрозьке ремісниче (технічне) училище, здобув кваліфікацію токаря-слюсаря. З 1916 по 1920 рік працював підручним слюсаря і слюсарем на Балтійському механічному заводі міста Таганрога.
З 1920 року навчався на робітничому факультеті Донського політехнічного інституту. У 1927 році закінчив металургійний факультет Донського політехнічного інституту в Новочеркаську, інженер-металург.
У 1927—1928 роках — змінний інженер, у 1928 році — головний інженер, у 1929—1931 роках — начальник доменного цеху Сталінського металургійного заводу в місті Сталіно на Донбасі. У 1930 році був відряджений до Німеччини в складі групи, яку очолював Георгій П'ятаков, для закупівлі обладнання та вивчення технологій. Пробув у Німеччині вісім місяців, відвідав Friedrich Krupp AG Hoesch-Krupp, Mannesmann AG та інші промислові гіганти.
Член ВКП(б) з 1931 року.
У 1932—1934 роках — технічний директор Єнакієвського металургійного заводу Донецької області.
У 1934—1937 роках — директор Кузнецького металургійного комбінату імені Сталіна Новосибірської області.
У січні — травні 1938 року — заступник народного комісара важкого машинобудування СРСР.
У травні 1938 року заарештований органами НКВС за звинуваченням в «участі в контрреволюційній терористичній організації». 28 липня 1938 року засуджений до страти і того ж дня розстріляний на полігоні Комунарка біля Москви.
Посмертно реабілітований 14 грудня 1954 року.

## Нагороди
- орден Леніна (17.12.1934)